# 野獣刑事
『野獣刑事』（やじゅうでか）は、東映京都撮影所製作、工藤栄一監督、緒形拳主演により、昭和57年（1982年）10月2日に封切られた日本映画。

## あらすじ
大滝誠次は大阪府今宮警察署の刑事。マスコミに事件をリークして飲食したり、別件逮捕・おとり捜査も辞さない野獣刑事。そのうえ自分が逮捕した阪上の情婦・山根恵子と関係を持っている。しかし、恵子の息子・稔は大滝に懐かない。木津川べりで起きた女子大生惨殺事件もスタンドプレーで釜ヶ崎に潜入捜査を行うが、容疑者のストーカーを別件逮捕で拷問したことで解任されてしまう。ちょうどその頃に出所し恵子の所に転がり込んできた阪上と恵子を挟んで奇妙な友情が芽生えるも、阪上は再び覚醒剤に染まり破壊の限りを尽くす。第2の殺人も起こる中、大滝は捜査本部の裏をかいて手柄を立てるため、恵子におとりになってくれるよう懇願する。恵子は、大滝との結婚を夢見て、おとりとなることを決意する。

## スタッフ
- 企画：日下部五朗、本田達男
- 監督：工藤栄一
- 助監督：成田裕介
- 脚本：神波史男
- 撮影：仙元誠三
- 音楽：大野克夫
- 主題歌：「泳ぐ人」（唄：大野轟二）
- 美術：高橋章
- 録音：栗山日出登
- 照明：渡辺三雄
- 編集：市田勇
- カースタント：スリーチェイス

## キャスト
（テロップ順）
- 大滝誠次：緒形拳
- 山根恵子：いしだあゆみ
- 阪上利明：泉谷しげる
- 三浦（府警察本部刑事）：小林薫
- 黒木（府警察本部捜査第一課係長）：成田三樹夫
- 田中輝一：益岡徹
- 稔：川上恭尚
- 暴力団の幹部（貸金業・石川）：蟹江敬三
- 鬼頭（今宮警察署刑事課長）：遠藤太津朗
- ノーパン喫茶マネージャー：原哲男
- 喜多（今宮警察署捜査第一係長）：阿藤海
- のり子の母：絵沢萠子
- 庄司（今宮警察署捜査第三係）：岩尾正隆
- 絵描き：麿赤児
- 砂川（成政組）：成瀬正
- 福田（府警察本部捜査第一課長）：西山辰夫
- ポン引き：日高久
- 記者A：西園寺章雄
- 藤本（シャブの売人）：山西道広
- 記者B：高峯圭二
- 仙波のり子：高野洋子
- 西尾由美子：麻田三智子
- 花田美智子：白礼花
- （役柄不明）：雅薇
- ノーパン喫茶ホステス：黄玉章
- （役柄不明）：金竹由美子
- 乗用車のドライバー：秋山勝俊
- 客の中年男：ジョージ牧
- 制服警官A：丸山俊也
- （役柄不明）：徳永真由美
- 森（今宮警察署捜査第三係）：宮城幸生
- 死体の発見者：疋田泰盛
- （役柄不明）：大城泰
- （役柄不明）：泉好太郎
- （役柄不明）：阿由葉秀郎
- 制服警官B：池田謙治
- 組員：矢部義章
- 府警刑事B：遠山金次郎
- 殺人現場の巡査：白井滋郎
- 捜査本部の捜査員：細川純一
- （役柄不明）：木下通博
- （役柄不明）：司裕介
- （役柄不明）：小船秋夫
- 鑑識課員：大月正太郎
- 人質の奥様：富永佳代子
- 府警刑事A：三谷真理子
- 駐車場で撃たれる男：市川元一(照明スタッフ)
- （役柄不明）：喜多格民
- （役柄不明）：川辺俊行
- （役柄不明）：市条享一
- 島村精治：芦屋雁之助
- 川端（今宮警察署長）：藤田まこと

（テロップ外）
- 貸金業・石川の手下：福本清三
- 今宮警察署署員：有島淳平

## 製作

### 脚本
脚本は神波史男のオリジナル。1979年のアメリカの映画賞を独占した『クレイマー、クレイマー』の刑事版みたいなものを書いてくれ、と同作日本公開直後の1980年に東映から神波に大雑把な発注があった。当時、テレビドラマは勿論、映画でも『幸福』や『駅 STATION』など、特に東宝が刑事ものを多数製作していたため、それら健康的発想の刑事ではなく、舞台を大阪の場末に持って行き、えげつなく薄汚い刑事に設定した。プロデューサーの本田達男と釜ヶ崎などで取材を重ね、ここで見た人たちの造形は泉谷しげる演じる阪上利明に色濃く反映されている。神波単独で執筆し脚本が完成したのは1981年6月頃で、プロデューサーの本田と日下部五朗も気に行ってくれたが、会社の事情ですぐに映画化されず。「機会を狙うからと待ってくれ」と言われ、その後間が空いて、1982年になり映画化が決定した。ここから監督工藤他、キャスティングも順次決まり、脚本の決定稿を作るところから工藤監督が脚本に参加した。監督の中には出来上がった脚本を全部ひっくり返す人も多いが、工藤は脚本を読むが細かくは言わない人で、すぐ酒を飲み馬鹿話をして帰るだけで、ハチャメチャな脚本に合っていたと思うと神波は述べている。工藤が現場で脚本に手を入れる人ということは神波は承知していたし、それは構わないという持論があった。大筋は変わっていないが部分的にはかなり神波脚本と変わっているという。工藤は「いろいろ注文を付けたかったがやめた。むしろこのホンを自分にとっての枷にしようとした。そうすれば、現場で常に自分が問われ続けることになる。そうすることでかなり正直な映画が撮れると思った」などと話している。後のインタビューでは「神波君の脚本がよかった」と褒めている。

### キャスティング
野放図な刑事役に緒形拳が抜擢された。工藤監督が音楽が好きでミュージシャンと肌が合い、工藤監督のファンである泉谷しげるは出演を快諾し熱演した。いしだあゆみは工藤監督ならと引き受けたが、直前の映画が『男はつらいよ 寅次郎あじさいの恋』のマドンナ役で、神波の脚本を読んでハードな描写に怖気づき、酷い汚れ役でもあり、夫の萩原健一からも降りろと言われたと噂されたが、萩原も同時期に東映の大作『誘拐報道』を撮影しており、迷いに迷った挙句に引き受けた。いしだは実生活ではお酒は一滴も飲めず、奈良漬けの匂いでも気分が悪くなるというが、子持ちのピンクキャバレーのホステスを演じた。工藤はいしだは最初から脱ぐことになっていたと話しているが、いしだはシナリオには脱ぐと書いていなかったと話しており、現場で工藤に説得されて脱ぎ、初めてヌードを披露し代表作とした。試写では涙が止まらず、「温かい映画で出演してよかった」と話した。益岡徹は田中輝一役が出来る役者がいないので「俳優座の中に新人でいいのいないか」と頼み、益岡を紹介されて抜擢した。子役の川上恭尚はオーディションで、のほほんとしてあまり役者をやる気がない子を選んだ。

### 撮影
大阪のドヤ街を中心とした脚本から、ドヤ街独特な体臭が常に画面いっぱいに漂ってなければならないと考えた工藤は、東京のセントラルアーツがオールロケで実績を上げつつあったこともあり、東映京都撮影所（以下、京撮）活性化も踏まえ、京撮でもオールロケで映画を作るようにしないといけない、とオールロケを東映に提案、ベースをほぼ大阪に置き、オールロケで撮影を敢行した。また、カメラの仙元誠三を始め、セントラルアーツの仕事をしていた東京のスタッフを招いた。
撮影に入る前に工藤とスタッフは、イメージするロケ場所を探すため、3か月の間ロケハンを行った。絶好のロケ場所を見逃してはならないと車を使わず、国鉄、私鉄、地下鉄、バスを乗り継ぎ、地図と磁石を頼りに大阪中を歩き回った。大阪の主舞台となる恵子（いしだあゆみ）が住むボロアパートもその成果で、イメージ通りのアパートを探し当てた。ここは大阪十三の神崎川の縁に建っていた空家を借り切って撮影している。
「映像の刺客」とも称される工藤監督は全編オールロケという悪条件の中、随所に光と影の演出テクニックを披露している。恵子のアパートの部屋は狭く照明器具が持ち込めず、外にイントレ（櫓）を組み、ミラーやレフで外光を室内に送り込む手法がとられた。またこのアパートで撮影中、偶然対岸の伊丹空港近くの町工場が火事を起こし、ドラム缶がボンボン爆発し、黒煙を上げて燃え始めた。工藤は即座にシナリオを書き換え、燃え上がる工場をバックに恵子と阪上（泉谷しげる）の芝居を撮り上げた。映画のために火事を演出したら、当時の撮影事情では膨大な経費が掛かったものと見られ、ハプニングでも取り入れる工藤流のダイナミックな映像作りが垣間見られる。後半、シャブで頭がおかしくなった阪上が恵子の子・稔（川上恭尚）を連れて大阪中を逃げ回りながら、無差別に市民を射殺するシーンでは、入り組んだガード下に外からレフで光を取って撮影した。
同時期に相米慎二が別の仕事のロケハンで近くにいて深夜に来訪し、工藤の演出をずっと見ていたという。

### 「撮り足し」
降りしきる雨の夜、いしだを抱き立ち尽くす緒形の姿は、映画のキービジュアルとなり、ポスター（撮影朝倉俊博、デザイン小島武）などに使用された。映画もここで終結するように見えるが、エンドマークが出ないのは、岡田茂東映社長から「おい工藤、東映の映画で、これで終わるってのはおかしいやないか。もっと見せろ！」とアクションを大幅に増強するようにと命令が下ったため。このため渾身の演技で映画を一旦退場した泉谷が、復讐のため緒形の前に現れ、大バトルを繰り広げるという展開が発案され追加撮影が行われた。こうした事情で第一部と第二部みたいな構成を持つ映画となった。仙元に対して「勘弁してな」と詫びる工藤が可哀そうで仙元は「監督のためならやりますよ」と毅然と答えた。
一方で、一連の復讐劇はシーン100～123としてシナリオ準備稿の段階から存在しており、執筆した神波自身「バランスの悪い構成」と2011年のイベントで述懐している。
また、カーチェイスについてもクランクイン（3月7日）より前の2月18日に和泉聖治監督『オン・ザ・ロード』の参考試写が行われており、その縁で「スリーチェイス」の福田伸、竹内雅敏が「野獣刑事」本編のスタントも担当することとなった。大阪梅田ほか繁華街での暴走カーチェイスは、許可が降りるはずはないため、無許可によるゲリラ撮影。
泉谷が立てこもるのは千里の新興住宅地とも楠葉住宅地とも言われている。

## ロケ地
ほとんどのロケが大阪で行われたが、国鉄跡地は京都で、他に梅小路などの撮影が京都で行われた。あいりん地区が主舞台ではあるが、盗み撮りであってもここにカメラを持ち込むことは難しく、当地でのシーンはあまりない。
緒形扮する大滝と蟹江敬三扮するヤクザたちが乱闘する酒場は京都市右京区にあり、キャメラの仙元誠三の生家近くで、酒場の前が仙元の兄や親戚が勤め、仙元自身も就職予定だった三興線材工業（現・サンコール）で、撮影当日は「誠三がキャメラマンになって映画撮っとるらしいぞ」と仙元の親戚や近所の人たちがズラーッと並んだという。

## 封切り
『野獣刑事』は当初、仮タイトルで、変更されると予想されたが変更されず、正式タイトルになった。1982年の正月映画第二弾を予定していた大作『大日本帝国』が、「まだ動員体制が固まってない」などと岡田茂東映社長が同作を夏興行に延期させたため、1982年6月に完成はしていたが、『大日本帝国』後に公開を延ばされた。『大日本帝国』が8月7日からの上映7週間の後、『誘拐報道』1週間を挟んで、10月2日から4週間上映されている。
いしだあゆみは、細身の身体からは想像がつかない意外に豊満な胸を持ち、初ヌードを披露した。東映はいしだのヌードのスチール写真を無断でマスコミに流し、いしだから抗議を受けたが、芸能マスコミはこぞって取り上げ、大きな宣伝になりヒットに結び付けた。

## 評価
快楽亭ブラックは「不良性感度の映画を作り続けた東映にしかできない、きれいごとでない本物の刑事ドラマ」と評価している。泉谷しげるは「後半オイラがムショから出て来て住宅街を占領し警官隊と延々と続く揉み合うシーンは、映画全体から考えると、いらなかったンでは？」「それまでの流れが良かったので後半シーンさえなければ、名作となりえたと思う」などと話している。「『ダーティハリー』や『フレンチ・コネクション』の向こうを張ったダーティ刑事という触れ込みだったが、とてもそれらアメリカ映画のボルテージの高さには及ばない」などとの評価もあった。

## 受賞
- 第6回日本アカデミー賞優秀主演女優賞 / いしだあゆみ（『男はつらいよ 寅次郎あじさいの恋』との二作で）。
- 第4回ヨコハマ映画祭主演女優賞 / いしだあゆみ。

## 同時上映
『おんな6丁目 蜜の味』
- 主演：田村順子 / 監督：向井寛 / 獅子プロ作品。

## 映像ソフト化
- DVDは緒形が2008年10月に死去したのを受けて2009年3月21日に緊急発売。